# Pont de Confolent
Le pont de Confolent est situé en Haute-Loire, sur le territoire des communes de Beauzac et Saint-Maurice-de-Lignon.

## Histoire
Le conseil général décide en 1862 de remplacer le bac par un pont au confluent du Lignon.
La construction du pont suspendu de Confolent est entreprise en 1863 par l'ingénieur-constructeur Adolphe Boulland moyennant une concession avec péage de 27 ans et 11 mois. La construction de l'ouvrage dure huit mois.
Les pylônes du pont supportant les câbles ont une forme de tours crénelées. Le tablier est en bois. Il y avait une maison de péage décorée d'une statue de la Vierge.
En 1913 un câble se rompt et nécessite des réparations importantes, puis un autre en 1921. Les plaintes des usagers obligent à faire de nouveaux travaux en 1922.
En 1978, le platelage en bois du tablier est remplacé par un système de caissons métalliques.
Le pont a été inscrit au titre des monuments historiques le 7 février 1990.